# 德克斯特 (密蘇里州)
德克斯特（英語：Dexter）是位於美國密蘇里州斯托達德縣的城市。

## 人口
根據2020年美國人口普查的數據，德克斯特的面積為19.01平方千米，當中陸地面積為18.67平方千米，而水域面積為0.34平方千米。當地共有人口7927人，而人口密度為每平方千米417人。